# Economía de la República Centroafricana
La República Centroafricana es uno de los países menos desarrollados del mundo con un PIB per capita de poco más de 700 dólares anuales, deficientes comunicaciones y un sistema educativo y de formación casi inexistente. El grueso de la población se dedica a la agricultura de subsistencia que representa el 58% del total del producto interior bruto. Para el propio consumo se cultiva maíz, ñame, mandioca y plátanos. A la exportación se dedica el café, el algodón y el tabaco.
El sector maderero, con una explotación de recursos sin control, constituye una parte sustancial de las exportaciones. La minería, (a excepción de los diamantes), oro y uranio, está inexplotada.
La industria depende del sector minero y pequeñas empresas; y el sector servicios es, sobre todo, público. Los recursos energéticos propios son escasos y el país depende del exterior, con la salvedad de algunas centrales hidroeléctricas. El petróleo se importa de Camerún.
La situación de conflicto permanente que mantiene la región hasta julio de 2006 dificulta el desarrollo y se incumplen reiteradamente los proyectos, públicos o privados, de reactivación económica.

## Comercio exterior
En 2020, el país fue el 195º exportador más grande del mundo (US $ 69 millones). En términos de importaciones, en 2019 fue el 187o mayor importador del mundo: U$ 302,2 millones.

## Sector primario

### Agricultura
La República Centroafricana produjo, en 2019:
- 730 mil toneladas de mandioca;
- 511 mil toneladas de ñame (séptimo productor mundial);
- 143 mil toneladas de maní;
- 140 mil toneladas de taro;
- 138 mil toneladas de plátano;
- 120 mil toneladas de caña de azúcar;
- 90 mil toneladas de maíz;
- 87 mil toneladas de plátano;
- 75 mil toneladas de vegetales;
- 36 mil toneladas de naranja;
- 30 mil toneladas de sorgo;
- 21 mil toneladas de algodón;
- 19 mil toneladas de calabaza;
- 17 mil toneladas de piña;
- 12 mil toneladas de mango;
- 10.000 toneladas de mijo;
- 10.000 toneladas de café;
- 8.5 mil toneladas de aguacate;
- 6,7 mil toneladas de sésamo;

Además de las producciones más pequeñas de otros productos agrícolas.

### Ganadería
La República Centroafricana produjo, en 2019: 16 mil toneladas de miel; 97 mil toneladas de carne de vacuno; 25 mil toneladas de carne de chivo; 24 mil toneladas de carne de caza; 20 mil toneladas de cerdo; 82 millones de litros de leche de vaca, entre otros.

## Sector secundario

### Industria
El Banco Mundial enumera los principales países productores cada año, según el valor total de la producción. Según la lista de 2019, la República Centroafricana tenía la 153a industria más valiosa del mundo ($ 413 millones).

### Energía
En 2020, el país no produjo petróleo. En 2011, el país consumió 3.100 barriles / día (el 178o consumidor más grande del mundo).

### Minería
El país es uno de los 20 mayores productores de oro del mundo. En 2017, el país había producido 60 toneladas. También son un importante productor de diamante. 

## Estadísticas
DATOS ECONÓMICOS BÁSICOS de la República Centroafricana.
- PIB - Producto Interior Bruto (2003): 1.270 millones de $ USA.
- Paridad de poder adquisitivo (2004): 4.250 millones de $ USA.
- PIB - Per capita: 328 $ USA.
- Paridad del poder adquisitivo Per cápita (2004): 1.100 $ USA.
- Inflación media anual: 7%.
- Deuda externa aprox. (2003): N.D.
- Reservas (2003): 132 millones de $ USA.
- Importaciones (2003): 105 millones de $ USA.

- Principales países proveedores: Camerún, Estados Unidos y Francia.
- Principales productos de importación: Petróleo y alimentos.

- Exportaciones (2016): 127 millones de $ USA.

- Principales países clientes: Bélgica, España y Kazajistán.
- Principales productos de exportación: Madera, oro y diamantes.

Estructura del PIB en 2002:
Distribución por sectores económicos del PIB total:
Agricultura, silvicultura y pesca: 58%.
Industria y construcción: 12,5%.
Industrias manufactureras y minería: N.D.
Servicios: 29,5%.
- Población activa (2003): 1,8 millones de personas.
- Tasa de desempleo (2003): 23%.
- Población por debajo del nivel de pobreza (2002): N.D.

- (N.D.): No disponible.